# Capezzano Monte
Capezzano Monte è una frazione del comune di Pietrasanta, in Versilia, provincia di Lucca, appartenente all'arcidiocesi di Pisa.

## Geografia fisica
Il paese si trova sulla collina sovrastante il capoluogo comunale, infatti dalla Piazza del Duomo di Pietrasanta volgendo lo sguardo verso l'alto, sopra la Rocca s'intravede la frazione arroccata sulla collina dietro il colle chiamato il Castiglione. Dista dal capoluogo circa 3,5 km ad un'altezza di 345 m s.l.m., ha circa 354 abitanti. L'abitato confina ad ovest con la frazione di Capriglia, verso sud est con Valdicastello e ad est è collegato tramite un'antica mulattiera al paese di Sant'Anna di Stazzema.
Il paese è suddiviso in varie zone che compongono la frazione: S. Caterina, Paduletto, Crociale, Rebuto, Chiano, Costamagra, Valiano, Case di Gallé, Nespolo, Canal d'oro.
Nella frazione sono attive da sempre tre associazioni: la Società Filarmonica Capezzano Monte, il Coro Versilia e la Misericordia.
La filarmonica di Capezzano Monte e il Coro Versilia svolgono vari concerti nel paese: il Concerto di Natale, il quale viene svolto all'interno della chiesa parrocchiale; quelli estivi uno dei quali viene eseguito all'interno della cava di tufo appena sopra il paese ribattezzata da alcuni anni "Teatro La cava" luogo veramente suggestivo da cui si può ammirare uno splendido panorama sul litorale versiliese da Viareggio al Golfo della Spezia.

## Storia
Le sue origini secondo alcuni storici risalgono al I secolo a.C. quando, un secolo dopo la vittoriosa guerra combattuta con le tribù dei Liguri Apuani e la loro deportazione nel Sannio (sotto il nome di Liguri Bebiani o Corneliani), un romano di nome Capitius, forse un ex soldato, si insediò o costruì un casato in quel luogo, che in seguito venne chiamato Selve Capetiana. Secondo altri storici, il centro abitato sorse nel corso del Medioevo lungo l'incrocio tra due assi viari tracciati dalla Centuriazione della Versilia, messa in atto dalla Repubblica Romana nel II secolo a.C.. Qualunque siano le sue origini, le prime notizie documentate di Capezzano di Pietrasanta risalgono all'808, come ricorda un documento dell'archivio diocesano di Lucca, il vescovo di Lucca cedeva in affitto ad un certo Ermifridulo una piccola casa massiccia, una masseria, situata in Capeziano ed appartenente alla Chiesa di S. Martino e nel 954 un altro Vescovo di Lucca ricorda Capeziano in occasione di uno scambio di beni tra la chiesa di San Martino e la Pieve dei Santi Giovanni e Felicita.
In quei terrazzamenti esposi alle scorrerie dei saraceni e coinvolti sempre dalle mischie dei soldati in guerra, per fuggire alle minacce e ai continui ladrocini intorno al 700 d. C. fu costruita una fortezza sul colle piramidale (il colle Castiglione) chiamata Torre Capeziana, il castello dopo una serie di distruzioni e ricostruzioni durate quasi 4 secoli, nei quali i lucchesi da una parte e i Visconti di Corvaia, alleati con i pisani si diedero battaglia per tutta la Versilia, venne distrutto definitivamente dai lucchesi intorno al 1272-73. In tempi moderni, nel 1930, la maggior parte delle pietre rimaste del castello dopo esser state trasportate con una teleferica, furono utilizzate per realizzare la strada comunale di Capezzano.
Nel 1420 si narra della venuta in Capezzano di una colonia di abitanti di Brescia da Arzeno, dopo che un gruppo di lombardi fuggiti dalle loro terre descrissero ai loro paesani le terre di Capezzano come terra di paradiso. Gli abitanti del borgo dei carbonari furono chiamati con l'appellativo "chiurpino"  modificato poi in "chiarpino" e poi in "chiappino" che derivava dal dialetto che i Longobardi portarono nel paese, un dialetto chiuso, chiorpo. Già nel 1457 si registrarono proprietà terriere appartenenti a un certo Bartolomeo detto Bresciano e a Giovanni Maria del Bresciano che insieme a Giovanni Santino Lanè fu norcino (macellaio) in Pietrasanta.
Quando il comune di Pietrasanta nel 1513 scomparve a seguito delle lotte civili e delle scorrerie dei pirati Capezzano Monte fece comune con propri reggitori e propria amministrazione. All'anagrafe si contarono 72 case, 72 famiglie e 366 abitanti. Nel 1590 si radunò il “consiglio della Terra” nel paese dei carbonari-fornaciari e fu eretto un oratorio dedicato a San Rocco. Nel 1637 l'oratorio fu elevato a rango di rettoria. Il rettore aveva l'obbligo di residenza e maestro per i bambini. Nel 1786 fu deciso di costruire una canonica e una sacrestia alla destra dell'oratorio sul Costellino, era il 1786. Due anni più tardi furono messe le prime pietre del campanile a sinistra della chiesa con proprie fondamenta.
Poco più tardi nel 1792, da un editto del Granduca Leopoldo I di Lorena, l'oratorio di San Rocco fu elevato a pievania, perché a Capezzano popolo di 400 anime l'entrata della pieve era di 400 scudi e a Valdicastello di 600 anime, solo di 157 scudi; questo fu il uno dei motivi principali. A Capezzano si trasferirono tutte le rendite della pieve dei Santi Giovanni e Felicita e il pievano Elia Bottari. Così la pievania fu divisa in due parrocchie, e Capezzano sorse alla dignità di pievania.
Il 22 marzo 1829, l'oratorio dopo due progetti, fu ampliato a crociera i lavori durarono 10 anni, finirono il 24 giugno 1839. La spesa complessiva fu di lire 8.794 e 197 millesimi. Nel 1847 le antiche campane furono rifuse con aggiunta di una notevole quantità di bronzo e di oro e argento e nel 1900 furono collocate nelle nuove finestre dopo il rialzo del campanile a 28 metri. Il 13 agosto 1922 per la festa di San Rocco fu inaugurata la Campana Maggiore (est del campanile) dedicata al Santissimo Sacramento e pesante 10,91 quintali. A riempire l'unico finestrone vuoto rimasto nel 1924 venne donata la quarta campana, la più piccola dal padre cappuccino Giovanni Bresciani. Le campane furono elettrificate al “suono Lucchese” dalla ditta Scarselli di Firenze nel 1966. La chiesa fu rivestita di marmo e decorata nel 1946-47 e il 10 agosto 1947 fu consacrata dal vescovo Barbieri, vicario capitolare di Pisa, come ricorda una lapide infissa a destra all'ingresso della chiesa.

## Eventi

### Festa patronale
La festa del santo patrono San Rocco si svolge il 16 agosto, ma ogni tre anni la statua del santo viene portata in processione, infatti la festa è detta Triennale.
Come da tradizione la festa triennale, viene organizzata dal Comitato di S. Rocco. Questa associazione e guidata dalla Famiglia Bresciani, che ne coordina i membri e l'organizzazione, e viene tramandato di padre in figlio.
Per la festa triennale alle ore 11 viene celebrata la S. Messa e nel pomeriggio si svolge la processione per le vie del paese con il simulacro del santo, a cui prende parte la Società Filarmonica Capezzano Monte, la banda paesana.
Per la festa di San Rocco viene organizzata, una fiera di beneficenza, il cui ricavato, secondo necessità, viene devoluto a scopo benefico o per la parrocchia.
Come da tradizione si preparano i Tordelli piatto tipico di Capezzano e prevalentemente della cucina versiliese, semi-circolare e contengono un ripieno di carne ed erbette, che ricordano la conchiglia di San Rocco che ha sopra il mantello.

### Festa di Santa Cecilia
La festa di Santa Cecilia, patrona dei musicisti si celebra ogni 22 novembre. La festa ha particolare importanza perché a Capezzano Monte esistono due realtà musicali di particolare rilievo: la Filarmonica Capezzano Monte e il Coro Versilia.
Ogni tre anni viene celebrata la festa con la processione della reliquia della santa e il simulacro.

## Galleria d'immagini

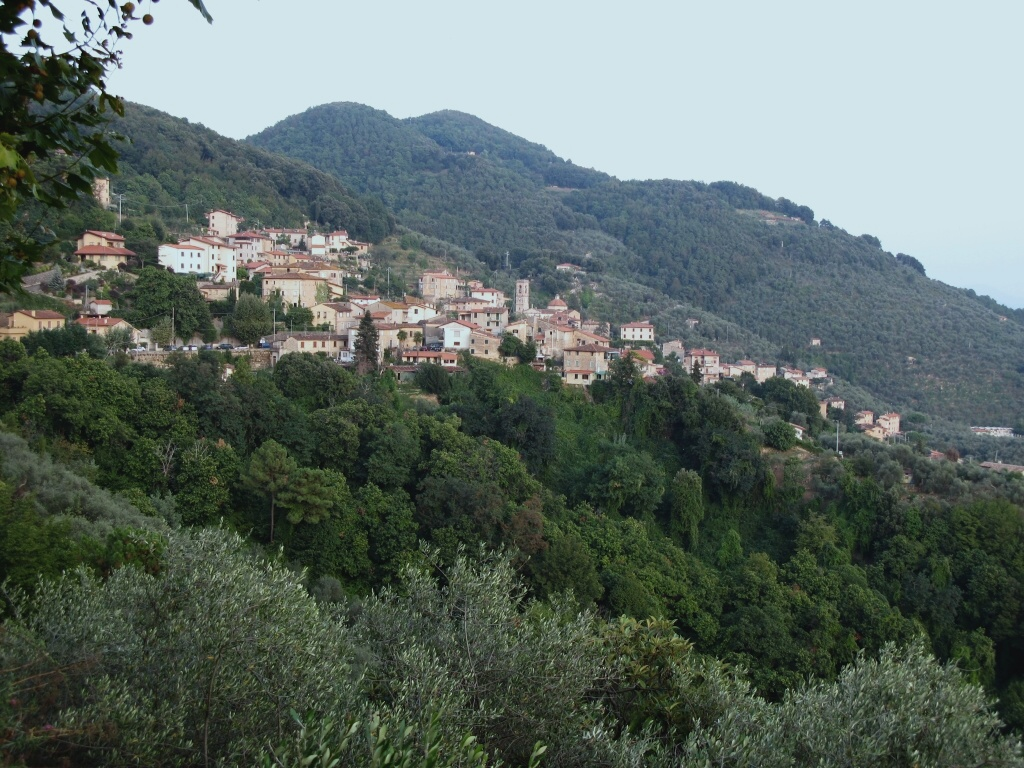
Capezzano Monte
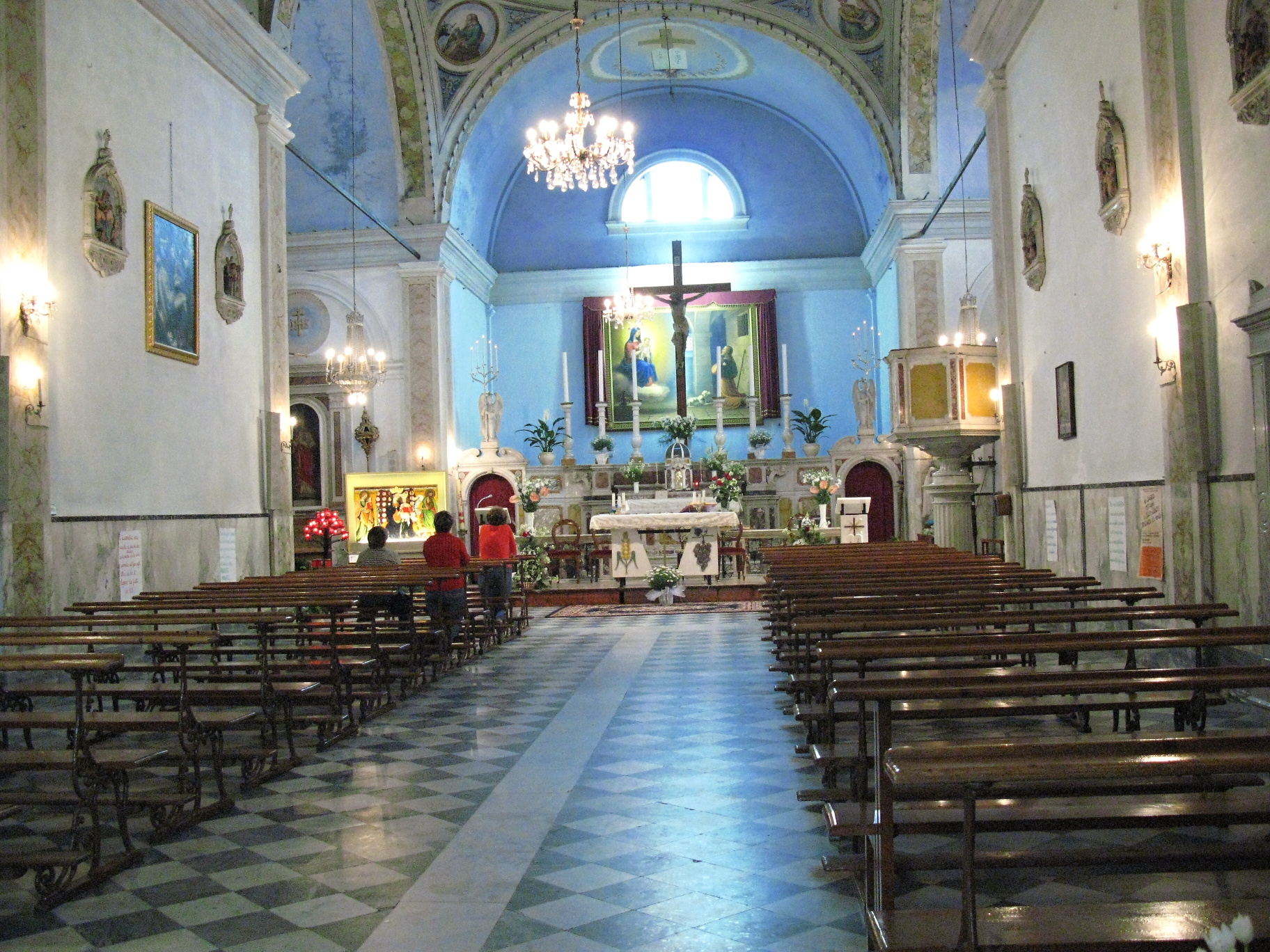
Chiesa di San Rocco - Interno
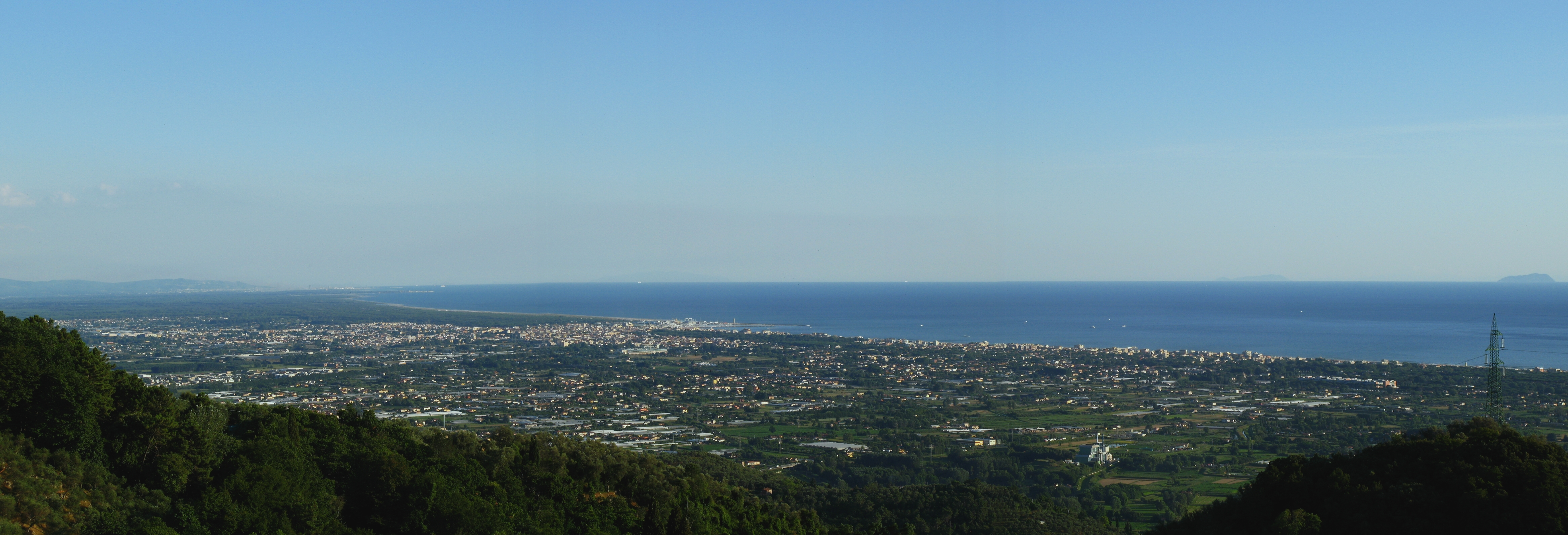
Panorama Litorale e Arcipelago Toscano